# Schizothorax
Schizothorax – rodzaj słodkowodnych ryb z rodziny karpiowatych (Cyprinidae). W polskiej literaturze znane są pod nazwą marynki.

## Występowanie
Azja (Afganistan, Bhutan, Chiny, Indie, Iran, Kaszmir, Uzbekistan, Kirgistan, Nepal, Pakistan i Turcja).

## Klasyfikacja
Gatunki zaliczane do tego rodzaju:
| - Schizothorax argentatus – marynka bałchaska - Schizothorax beipanensis - Schizothorax biddulphi - Schizothorax chongi - Schizothorax cryptolepis - Schizothorax curvifrons – marynka pospolita - Schizothorax curvilabiatus - Schizothorax davidi - Schizothorax dolichonema - Schizothorax dulongensis - Schizothorax edeniana - Schizothorax elongatus - Schizothorax esocinus – marynka szczupacza - Schizothorax eurystomus - Schizothorax gongshanensis - Schizothorax grahami - Schizothorax griseus - Schizothorax heterochilus - Schizothorax heterophysallidos - Schizothorax huegelii - Schizothorax integrilabiatus - Schizothorax kozlovi - Schizothorax kumaonensis - Schizothorax labiatus - Schizothorax labrosus - Schizothorax lantsangensis - Schizothorax lepidothorax - Schizothorax lissolabiatus - Schizothorax longibarbus | - Schizothorax macrophthalmus - Schizothorax macropogon - Schizothorax malacanthus - Schizothorax meridionalis - Schizothorax microcephalus - Schizothorax microstomus - Schizothorax molesworthi - Schizothorax myzostomus - Schizothorax nasus - Schizothorax nepalensis - Schizothorax ninglangensis - Schizothorax nudiventris - Schizothorax nukiangensis - Schizothorax oconnori - Schizothorax oligolepis - Schizothorax parvus - Schizothorax pelzami - Schizothorax plagiostomus - Schizothorax prenanti - Schizothorax progastus - Schizothorax prophylax - Schizothorax pseudoaksaiensis – marynka ilijska - Schizothorax raraensis - Schizothorax richardsonii - Schizothorax rotundimaxillaris - Schizothorax sinensis - Schizothorax skarduensis - Schizothorax waltoni - Schizothorax wangchiachii - Schizothorax yunnanensis - Schizothorax zarudnyi |

Gatunkiem typowym jest Schizothorax plagiostomus.

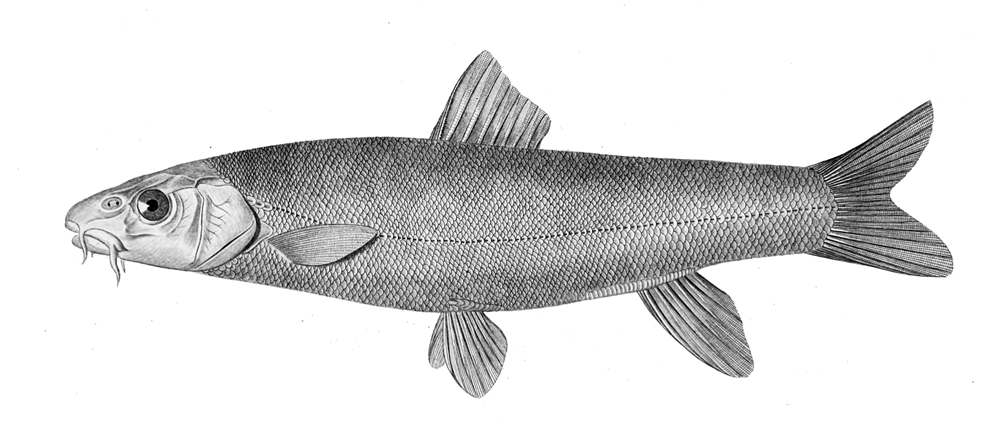
Schizothorax intermedius